# Куклина-Врана, Нина Константиновна
Нина Константиновна Куклина-Врана (20 января 1915 — 2000) — советская, казахская оперная певица (лирико-колоратурное сопрано), профессор, Заслуженная артистка Казахской ССР, Народная артистка Казахской ССР.

## Биография
Родилась 20 января 1915 года в городе Нерчинске. В 1949 году окончила Музыкально-педагогический институт им. Гнесиных в Москве. В 1931—1934 годах занималась концертной деятельностью.

## Трудовая деятельность
- 1935—1938 — солистка солисткой оперы в Иркутске, Иркутского радио[1]
- 1938—1939 — солистка Пермского оперного театра
- 1939—1941 — солистка Оперного театра им. Станиславского в Москве
- 1941—1948 — солистка Казахского театра оперы и балета им. Абая[1]
- 1945—1958 — заведующая кафедрой вокала, преподаватель Казахской национальной консерватории
- 1956—1958 — педагог-консультант при Центральной китайской консерватории (Пекин, Тяньцзинь, Шанхай)
- 1958—1987 — преподаватель Киевской консерватории (с 1977 года - профессор)[1]

Среди учеников Нины Константиновны — народная артистка Казахской ССР Шабал Бейсекова.

## Оперные партии
- Марфа — «Царская невеста» Н. Римского-Корсаков
- Снегурочка — «Снегурочка» Н. Римского-Корсаков
- Волхова — «Садко» Н. Римского-Корсаков
- Людмила — «Руслан и Людмила» М. Глинки
- Антонида — «Иван Сусанин» М. Глинки
- Виолетта — «Травиата» Дж. Верди
- Джильда — «Риголетто» Дж. Верди
- Дездемона — «Отелло» Дж. Верди
- Мими — «Богема» Дж. Пуччини
- Чио-Чио-сан — «Мадам Баттерфляй» Дж. Пуччини
- Маргарита — «Гугеноты» Дж. Мейербера
- Лакме — «Лакме» Л. Делиба
- Маргарита — «Фауст» Ш. Гуно
- Джульетта — «Ромео и Джульетта» Ш. Гуно
- Шура — «Мятеж» Л. А. Ходжа-Эйнатова
- Розина — «Севильский цирюльник» Дж. Россини
- Маженка — «Проданная невеста» Б. Сметаны и др.

## Награды и звания
- Заслуженная артистка Казахской ССР (1943)[1]
- Народная артистка Казахской ССР (1947)[1]
- Лауреат Всесоюзного конкурса вокалистов (Москва, 1939)
- Профессор (1977)[1]